# Una tragedia americana (miniserie televisiva)
Una tragedia americana è uno sceneggiato televisivo italiano, diretto da Anton Giulio Majano e trasmesso nel 1962 dal Programma Nazionale (l'odierna Rai 1).
È tratto dall'omonimo romanzo di Theodore Dreiser pubblicato nel 1925, dal quale erano già stati ricavati due film: uno, con lo stesso titolo, diretto nel 1931 da Josef von Sternberg; l'altro firmato vent'anni dopo da George Stevens e ribattezzato Un posto al sole. 
Fra gli interpreti principali figurano Warner Bentivegna, Virna Lisi, Giuliana Lojodice, Lilla Brignone, Luigi Vannucchi, Alberto Lupo.
Le musiche sono state curate da Piero Piccioni.

## Trama
Ambientato negli Stati Uniti d'inizio Novecento, narra la storia di Clyde Griffiths, primo di quattro figli di una coppia di modesti pastori protestanti, l'altero e severo Asa, la cui ferrea fede cristiana sconfina nel fanatismo, e la dolce e comprensiva Elvira.
Clyde è fortemente desideroso di elevare il proprio status sociale e per fare ciò arriverà a macchiarsi dell'omicidio della fidanzata in attesa di un figlio da lui, Roberta Alden, un'umile operaia della fabbrica di confezioni di proprietà di Samuel Griffiths, ricco zio di Clyde, di cui anche il ragazzo è un dipendente (una disposizione della direzione aziendale vietava, pena il licenziamento, i rapporti affettivi  fra dipendenti aziendali, per cui il legame affettivo tra Roberta e Clyde era clandestino).
Clyde decide di sbarazzarsi della ragazza per potersi fidanzare con la giovane e bella Sondra Finchley, figlia di una ricca e facoltosa famiglia che ricambia il suo interesse, ma, scoperto dalla polizia grazie all'intuito del procuratore Ferren e dello sceriffo Slack, sarà processato e condannato alla sedia elettrica.

## Cast
Come in altri sceneggiati dell'epoca, anche in questo apparve un grande numero di interpreti. Fra essi figurano:
- Lucio Rama: il portinaio
- Renato Montalbano: il vice portinaio
- Carlo Lombardi: il barman
- Claudio Dani: il cameriere del Bar
- Michele Francis: Peter
- Bruno Smith: il guardaportone
- Giuseppe Pagliarini: col. Helt
- Maurizia Camilli: la signora francese
- Rada Rassimov: la signora Brent
- Loretta Goggi: Julie Griffiths
- Roberto Chevalier: Frankie Griffiths
- Vittorio Zizzari: Bob
- Emilio Cappuccio: Jim
- Vittorio Artesi: il lavorante della sartoria
- Antonio De Teffé: Babe
- Manuela Andrei: Lou
- Titti Tomaino: Esther Griffiths
- Jolanda Verdirosi: Miss Merryl
- Giotto Tempestini: il pittore
- Antonella Della Porta: Martha
- Mariolina Bovo: Flora
- Silvano Tranquilli: Walter Dillard
- Giusi Raspani Dandolo: la signora Peyton
- Giasone Girola: un pensionante
- Francesco Massari: un pensionante
- Aldo Massassi: un pensionante
- Gilberto Mazzi: un pensionante
- Massimo Ungaretti: Donald
- Lyla Rocco: Betty Cranston
- Loredana Savelli: mrs. Cranston
- Michele Malaspina: Mr. Cranston
- Daniela Calvino: Arabella Stark
- Franca Badeschi: Jill Trumbull
- Leonarda Bettarini: mrs. Trumbull
- Roberto Bruni: mr. Trumbull
- Sandro Moretti: Freddie Salls
- Carlo Delmi: Grant Cranston
- Giuseppe Fortis: il barista
- John Kitzmiller: il pianista
- Nino Bonanni: l'agente
- Edda Soligo: la signora Gilpin
- Stefano Sibaldi: l'avv. Brookhart
- Adriana De Roberto: miss Parker
- Liù Bosisio: miss Rooney
- Edith Peters: Muriel, governante dei Finchley
- Edoardo Toniolo: dott. Glenn
- Mary Pirani Ricci: la caporeparto
- Franco Castellani: il facchino
- Dante Biagioni: il cameriere dell'albergo
- Livio Lorenzon: Terence Gossip
- Guido Celano: il boscaiolo
- Delia D'Alberti: Nora Bentley
- Aldo Barberito: Burton
- Valerio Degli Abbati: il direttore dell'albergo
- Adriano Micantoni: Earl Newcombe
- Armando Furlai: Arthur
- Aleardo Ward: Kraut
- Gianni Simonetti: Bennet
- Enzo Ricciardi: Warren
- Anna Maria Mion: l'infermiera
- Francesco Sormano: il senatore Attenbury
- Cesare Fantoni: il dr. Hartney
- Paolo Modugno: Jackie Smollet
- Vittorio Duse: il cancelliere
- Claudio Duccini: lo stenografo
- Vittorio Manfrino: il capogiuria
- Luigi Gatti: Tito Alden
- Diego Michelotti: Mayer
- Alessandro Sperlì: Randall
- Claudio Sora: Frank Hoover
- Claudio Ermelli: Patrick Mackay
- Mimo Billi: Dr. Weimborg
- Sergio Rossi: un giornalista
- Oreste Lionello: un giornalista
- Mario Luciani: un giornalista
- Domenico Crescentini: un giornalista
- Piero Gerlini: il capo secondino
- Carlo Alighiero: Lismore
- Gregorio Wu: il cinese
- Don Powell: Russel
- Dario Dolci: Nicholson
- Gianni Bertoncin: Rafferty
- Daniele Tedeschi: Hermann
- Marcello Tusco: Donati
- Alfredo Martinelli: il custode del cinema
- Renato Del Grillo: il direttore del penitenziario
- Ennio Balbo: il governatore Stoudent
- Franco Sabani: Ressel
- Piero Saceni and his New Orleans: Quintetto jazz
- Complesso musicale di Felice Colasso

## Produzione
Gli esterni furono girati sul lago di Albano e sul lago di Nemi.